# Boca a boca
El boca a boca es una técnica que consiste en pasar información por medios verbales de persona a persona. Esta es una forma común de comunicación en donde una persona cuenta anécdotas reales o inventados, recomendaciones, información de carácter general, de una manera informal, personal, más que a través de medios de comunicación, anuncios, publicación organizada o mercadotecnia tradicional. 
En castellano la expresión correcta es boca a boca o de boca en boca, ya que boca a oreja es un catalanismo (boca-orella, literalmente ‘boca oreja’). La argumentación que dice que boca a boca no tiene sentido porque en realidad la comunicación se realiza desde la boca desde el que habla hacia la oreja del que escucha no se sostiene porque se trata simplemente de otro punto de vista; cuando usamos la expresión boca a boca nos estamos refiriendo a que la información "va de boca en boca", es decir, que lo que una boca empezó a decir acaban diciéndolo otras, ya que si no acabaría la trasmisión en la oreja y por tanto no se propagaría, oír no trasmite información.

## Narración de historias
La narración de historias y la tradición oral tienen un rol muy importante tanto en el folclore y la mitología. Las historias o narrativas han sido compartidas en todas las culturas a través del entretenimiento y educación con el fin de preservar la cultura y permear valores morales.
Se cree que las formas más tempranas de la narración de historias para muchas culturas antiguas eran primordialmente una combinación comunicación oral y corporal. Los aborígenes austriacos pintaban símbolos en las paredes de las cuevas para que los que narraban historias no se les olvidara la historia. Las historias se relataban usando una combinación de narrativa oral, música, arte con piedras, y bailes.
Las historias de carácter oral tradicionalmente dependían de la memoria para luego ser pasadas a otras generaciones. Sin embargo, en sociedades alfabetizadas, los medios escritos y televisivos han remplazado este método de comunicación local, familiar, y de historias culturales. Actualmente, la narración oral de historias prevalece en países con índices bajos de alfabetización.

## Tradición oral
La tradición oral (algunas veces conocida como cultura oral) es material cultural y de tradiciones transmitidas oralmente de generación en generación El mensaje es transmitido verbalmente en distintas formas, ya sea como un cuento popular, dicho, balada, canciones, entre otros. De esta manera una sociedad puede transmitir historia, literatura, leyes, y otro conocimiento a través de generaciones sin tener que recurrir a un sistema por escrito. 
Los sociólogos enfatizan el requerimiento de que el material tiene que mantenerse dentro de un grupo de personas por varias generaciones y por lo tanto distinguir la tradición oral del testimonio o historia oral.
En el sentido general, la tradición oral se refiere a la transmisión de material cultural a través de la comunicación oral y es la característica clave del folklore (un criterio que ya no mantienen los folkloristas) Como disciplina académica, la tradición oral tiene objetos de estudio y un método científico con el cual estudiarlos. Este método puede ser llamado "teoría de la tradición oral", teoría de la Oral-Formulaic Composition" y la "Teoría Parry-Lord" (nombre en honor a los dos fundadores de esta teoría). El estudio de la tradición oral es distinta a la disciplina académica de la historia oral que es el registro de los recuerdos personales y las historias de aquellos que experimentaron épocas y eventos históricos. También es distinta al estudio de la oralidad, la cual se puede definir como el pensamiento y su expresión verbal dentro de sociedades donde las tecnologías de alfabetización (especialmente la escritura e imprenta) no son familiares para la mayoría de la población.

## Historia oral
La Historia oral es un método de documentación histórica que recurre como fuente principal a los testimonios de personas que vivieron durante una época o momento histórico específico. La historia oral retoma temas escasamente mencionados en documentos escritos, de manera que se puedan rellenar los huecos de la historia moderna. La preservación de la historia oral es la rama de la historia oral que se enfoca en la conservación de los materiales de la historia oral, sea el formato en el que se encuentren

## Mercadotecnia de boca a boca
En la mercadotecnia, la comunicación de boca en boca involucra la transmisión de información entre un comunicador no comercial (i.e. alguien que no es recompensado) y un receptor a cerca de una marca, producto, o servicio. Este tipo de boca en boca implica que las organizaciones buscan alentar el boca en boca (e.g. ofreciendo recompensas), mientras que el boca en boca normal el comunicador no recibe recompensa.
La promoción basada en el boca a boca es altamente valorada por los vendedores. Se siente que esta forma de comunicación tiene credibilidad valiosa a causa de la fuente de la que proviene La gente está más inclinada a creer la palabra del boca a boca que formas más formales de promoción porque el comunicador es poco probable que tenga un interés ulterior (e.g. no intenta venderte algo). También la gente tiende a creer a la gente que conoce. 
La mercadotecnia boca a boca, tal como se denomina esta disciplina, se basa en el mercadotecnia de tercera generación. En la primera lo principal eran los productos, mientras que en la segunda lo relevante son las relaciones. En esta tercera generación la empresa tiene un papel casi secundario y simplemente inicia los disparadores para que el boca a boca se expanda de manera exponencial entre los propios consumidores. Ahí radica el secreto de su éxito. 
Para fomentar y administrar comunicación de boca a boca, los vendedores utilizan técnicas de publicidad, además de técnicas de mercadotecnia viral para conseguir las respuestas de comportamiento deseadas. Las compañías pueden enfocarse en los defensores de la marca, ente que recomienda proactivamente sus marcas y productos favoritos sin recibir recompensa alguna. La mercadotecnia influyente es una herramienta muy empleada para fomentar la mercadotecnia de boca en boca al enfocarse en individuos claves quienes tienen cierta autoridad y una gran variedad de conexiones personales. 
Una forma muy acertada de la promoción de boca a boca consiste en crear un zumbido (buzz, en inglés). Un zumbido es una forma altamente intensa e interactiva de boca a boca. El boca a boca es esencialmente un proceso lineal con la información que pasa de un individuo a otro, y a otro más y así sucesivamente. Un vendedor ha creado con éxito un zumbido cuando las interacciones son tan intensas que la información se mueve en un patrón en forma de matriz más que lineal. Todo el mundo está hablando del asunto. Hay una cierta diferencia de significado entre el boca a boca y los siguientes términos: rumor, chisme y cotilleo; las connotaciones negativas de estas palabras no existen en el signoreja.
Se pueden realizar campañas de marketing boca a boca. Inicialmente, hay que conocer en profundidad a los clientes y no clientes de cada empresa. ¿Qué hacen durante el día? ¿Son personas con muchos contactos? ¿Cómo se comunican?. Después de ello debemos identificar cual es el ‘’wording’’, es decir, las palabras que se utilizan para hablar de nuestro producto. Esas son las fases iniciales que no pueden faltar en ninguna campaña de boca a boca.
El boca en boca electrónico tiene que ver con la información y afirmaciones que hacen los consumidores a cerca de un producto, servicio, marca, o compañía por vía internet (páginas web, redes sociales, mensajes instantáneos, blogs, etc.)
El boca en boca ha sido investigado por varios años, y como resultado ahora se sabe mucho acerca de lo que impulsa el boca en boca (e.g. satisfacción de cliente, confianza y compromiso de la marca) y sus consecuencias de gran alcance (e.g. emocional, cognitivo, y de comportamiento) para tanto los consumidores como las organizaciones. La efectividad del boca en boca como fuente de información para los consumidores puede dividirse en dos factores: Alcance (WOM's reach) e Impacto (WOM's impact). Aún con todas las investigaciones hechas, quedan muchas preguntas sin responder en el área del marketing de boca en boca.
Investigaciones indican que los individuos tienden a creerle más a información de boca en boca que métodos tradicionales de publicidad; el oyente tiende a creer que el comunicador está siendo honesto y no tienen ningún motivo oculto (i.e. el receptor cree que el mandatario no está recibiendo recompensa por entablar una comunicación de boca). El boca en boca depende del grado de satisfacción que tiene el consumidor con un producto o servicio y el grado de su valor percibido
A pesar de la creencia de que hoy en día el boca en boca toma lugar en internet, la realidad indica todo lo contrario. El Instituto de Ciencia Mercadológica de Ehrenberg-Bass ha demostrado que para lograr crecer, las marcas deben crear boca en boca más allá de los grupos de aficionados. Es decir, los mercadólogos no deben enfocarse solamente en Facebook. Además, de acuerdo con Deloitte, investigaciones recientes han demostrado que la mayor parte del apoyo a las marcas toma lugar fuera de la red (o sea, en persona). De acuerdo con el Journal of Advertising Research: 75% de todas las conversaciones entre consumidores acerca de marcas toma lugar de persona a persona, 15% sucede en el teléfono y 10% sucede en línea. Esta afirmación está respaldada por Keller Fay, especialista en Marketing de boca en boca, quien también afirma que la publicidad en la tele crea la mayor parte de la comunicación de boca a boca sobre marcas, seguido por relaciones públicas.

## Proconsumismo de boca a boca
Debido a su efectividad, los mercadólogos están recurriendo más al Marketing de boca a boca. El Proconsumismo de boca a boca (en inglés Proconsumer WOM) es considerado una herramienta para hacer contrapeso a los altos niveles de Marketing de boca en boca, además de proveer gran transparencia al mercado. Proconsumer WOM tiene cuatro características que la diferencia de otros tipos de comunicación de boca en boca:
1) Origen: Proconsumer WOM se origina de una agencia sin fines de lucro o del sector público.
2) Propósito: El proconsumismo de boca a boca tiene como prioridad los intereses del consumidor, este consiente de ello o no, y no necesariamente está relacionado con la compra de ciertos productos o marcas.
3) Contenido: El proconsumismo de boca a boca usualmente opera a nivel producto-categoría en vez de promover una marca específica. Si las marcas son mencionadas, entonces usualmente se discute una selección de marcas, en vez de solo una. 
4) Valencia: La valencia del Proconsumismo de boca a boca puede variar de positivo a negativo (e.g. advertencias, consejos neutrales o recomendaciones), mientras que el Marketing de boca a boca está diseñado para promover una marca específica.

### Cómo usar el Proconsumismo de boca a boca
Investigadores sugieren nueve recomendaciones de cómo las organizaciones sin fines de lucro y de carácter gubernamental usan el proconsumer WOM eficientemente para sus propósitos.

## Sistemas
Sistemas establecidos que emplean boca en boca incluye:
- the "grapevine"
- the salon
- the "bush telegraph"[23]
- the lecture circuit
- preaching[24]